# Robert Felisiak
Robert Felisiak (Breslavia, 11 de octubre de 1962) es un deportista polaco que compitió en esgrima (desde el año 1989 bajo la bandera de Alemania), especialista en la modalidad de espada.
Participó en los Juegos Olímpicos de Barcelona 1992, obteniendo una medalla de oro en la prueba por equipos (junto con Elmar Borrmann, Arnd Schmitt, Uwe Proske y Wladimir Resnitschenko).
Ganó tres medallas en el Campeonato Mundial de Esgrima, en los años 1989 y 1991, y una medalla de bronce en el Campeonato Europeo de Esgrima de 1982.

## Palmarés internacional
| Representando a Polonia  |                         |                   |                    |
| Campeonato Europeo       |                         |                   |                    |
| Año                      | Lugar                   | Medalla           | Prueba             |
| 1982                     | Mödling (Austria)       | Medalla de bronce | Espada individual  |
| Representando a la RFA   |                         |                   |                    |
| Campeonato Mundial       |                         |                   |                    |
| Año                      | Lugar                   | Medalla           | Prueba             |
| 1989                     | Denver (Estados Unidos) | Medalla de plata  | Espada por equipos |
| Representando a Alemania |                         |                   |                    |
| Juegos Olímpicos         |                         |                   |                    |
| Año                      | Lugar                   | Medalla           | Prueba             |
| 1992                     | Barcelona (España)      | Medalla de oro    | Espada por equipos |
| Campeonato Mundial       |                         |                   |                    |
| Año                      | Lugar                   | Medalla           | Prueba             |
| 1991                     | Budapest (Hungría)      | Medalla de plata  | Espada individual  |
| 1991                     | Budapest (Hungría)      | Medalla de bronce | Espada por equipos |